# تانک ابوت
تانک ابوت (انگلیسی: Tank Abbott؛ زادهٔ ۲۶ آوریل ۱۹۶۵) ورزشکار هنرهای رزمی ترکیبی و کشتی‌گیر کشتی حرفه‌ای اهل ایالات متحده آمریکا است.